# Сильванович, Александр Викторович
Сильванович Александр Викторович (род.10 мая  1956) - конструктор, планерист, тренер, Мастер спорта СССР международного класса. Награжден медалью ордена «За заслуги перед Отечеством» II степени

## Биография
Место рождения: г. Коряжма (Архангельская область).
Окончил Казанский авиационный институт (1979).
Конструктор планера ЛАК-12 ДР, на котором установлено 2 мировых и 25 всесоюзных рекордов.
Член сборной команды СССР и РФ по планерному спорту (1979-2007). Чемпион мира (2003), двукратный чемпион Европы (1988, 1990); шестикратный чемпион (1982, 1984-1987, 2005) и десятикратный рекордсмен нашей страны.
Тренер сборной команды РФ (1997-2000).
Заместитель председатель планерного спорта РФ (1997-2001).
В 1987 году была сформирована уникальная пилотажная группа на планёрах. В неё вошли - Антанас Рукас (Литва) - капитан сборной СССР, Александр Сильванович (Казань), Альгис Ионушас (Литва),  Мати Силайэ (Эстония), Михаил Десятов, Владимир Шевченко. Группа выполняла комплекс фигур высшего пилотажа в кильваторном строю, на дистанции 10-15 метров друг от друга. В августе 1990 г. участвовала в показательной программе авиасалона в Жуковском.

## Награды
- Медаль ордена «За заслуги перед Отечеством» II степени